# Comité administratif de Lenghu
Le comité administratif de Lenghu (冷湖行政委员会 ; pinyin : Lěnghú Xíngzhèng Wěiyuánhuì) est une subdivision de la province du Qinghai en Chine. Bien que ce ne soit pas un organe administratif normal de gouvernement local, il fonctionne néanmoins comme tel. Il est placé sous la juridiction de la préfecture autonome mongole et tibétaine de Haixi.